# IWGP United States Championship
L'IWGP United States Championship è stato un titolo di wrestling di proprietà della New Japan Pro-Wrestling attivo dal 2017 al 2023.
Il titolo venne assegnato il 2 luglio 2017, durante l'evento G1 Special tenutosi a Long Beach (California), ed è stato vinto da Kenny Omega.

## Storia
Il 12 maggio 2017, durante la terza notte del War of World Tour (co-prodotto dalla New Japan Pro-Wrestling e dalla Ring of Honor), l'ambasciatore dell'NJPW George Carroll ha annunciato la creazione dell'IWGP United States Heavyweight Championship. L'intento è quello di promuovere la NJPW anche negli Stati Uniti con la creazione di questo titolo.
A Power Struggle 2023, dopo che Ospreay ha difeso il titolo contro Shota Umino, il leader del Bullet Club David Finlay ha distrutto sia la cintura americana che la cintura UK di Ospreay con una mazza dopo aver attaccato l'inglese e Jon Moxley, poi venne ufficializzato un match tra questi 3 a Wrestle Kingdom 18. Se inizialmente il match era previsto per il titolo US/UK Naoki Sugabayashi ha annunciato in una conferenza stampa il 6 novembre 2023 che un nuovo titolo lo avrebbe sostituito. L'11 dicembre 2023, questo titolo è stato rinominato IWGP Global Heavyweight Championship.

### Cintura

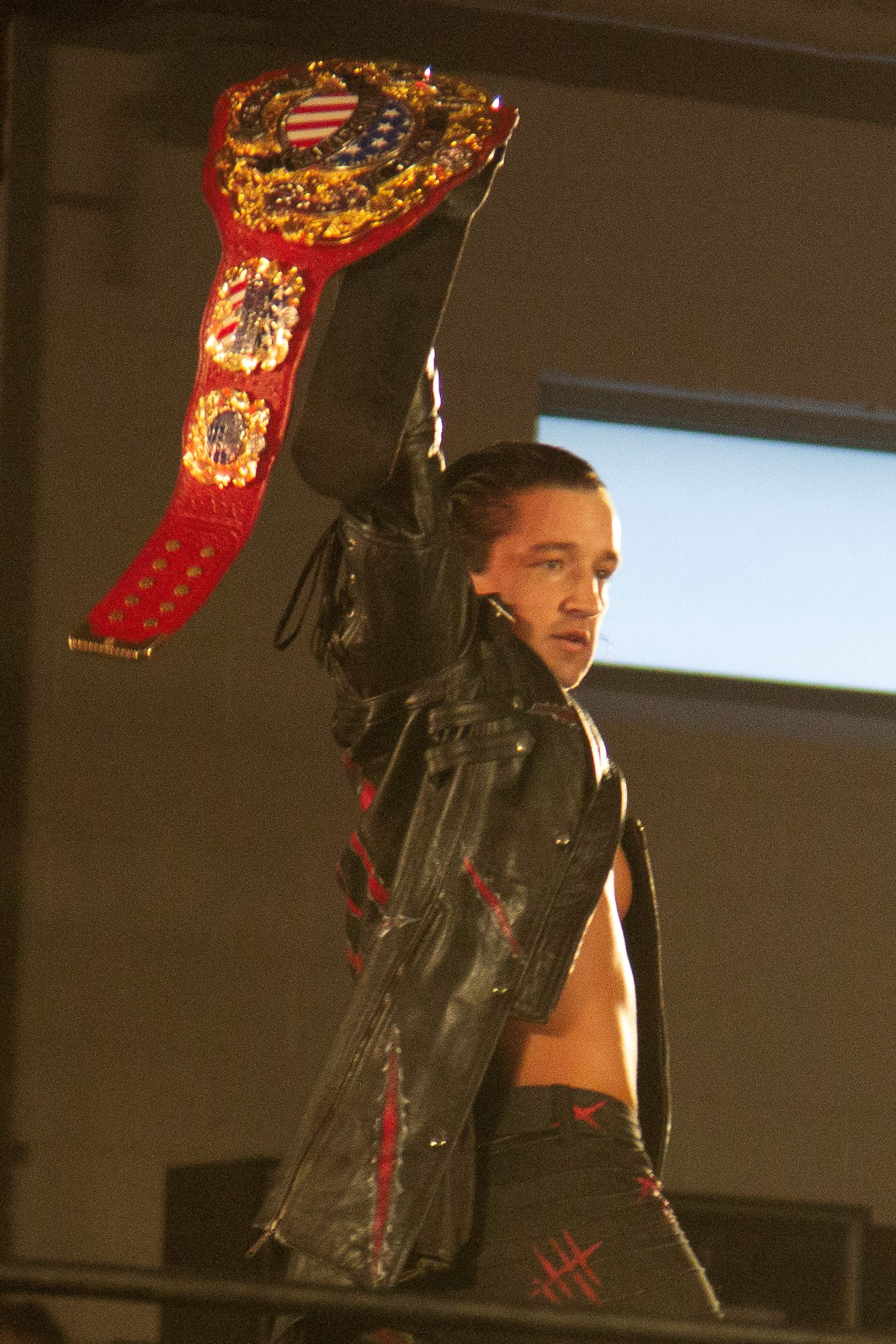
Jay White con il titolo

La struttura della cintura che rappresenta l'IWGP United States Heavyweight Championship è molto simile a quella dell'IWGP Heavyweight Championship e dell'IWGP Intercontinental Championship. La principale differenza sta nella cintura, la quale è rossa per differenziarsi dal nero del titolo mondiale NJPW e dal bianco del titolo intercontinentale. Al centro della cintura, inoltre, è presente la bandiera americana.

## Albo d'oro
Statistiche aggiornate al 13 marzo 2025.
| Simboli | Significato                                                                        |
| ------- | ---------------------------------------------------------------------------------- |
| †       | Indica che il regno titolato non è riconosciuto dalla NJPW                         |
| ()      | Tra parentesi viene indicato la data e il numero di giorni riconosciuti dalla NJPW |

| Legenda  | Legenda |
| -------- | --- |
| #        | Indica il numero del regno titolato |
| Regno    | Viene indicato il numero del regno del campione |
| Data     | La data in cui il titolo è stato vinto; nel caso il titolo è stato vinto in un evento registrato viene indicata anche la data della messa in onda                                |
| Località | La città in cui il titolo è stato vinto |
| Evento   | L'evento dove ha conquistato il titolo |
| Note     | Vengono inserite informazioni come cambio di nome del titolo o cambio della cintura, oltre a specificare in quale incontro (diverso da un match singolo) il titolo è stato vinto |
| Fonti    | Fonti che ne attestino la veridicità |

| #  | Campione          | Regno | Data              | Giorni | Difese | Località        | Evento                      | Note | Fonti |
| -- | ----------------- | ----- | ----------------- | ------ | ------ | --------------- | --------------------------- | --- | ----- |
| 1  | Kenny Omega       | 1     | 2 luglio 2017     | 210    | 4      | Long Beach      | G1 Special                  | Omega sconfisse Tomohiro Ishii nella finale del torneo per l'assegnazione del titolo.                         |       |
| 2  | Jay White         | 1     | 28 gennaio 2018   | 160    | 3      | Sapporo         | New Beginning               | |       |
| 3  | Juice Robinson    | 1     | 7 luglio 2018     | 85     | 0      | Daly City       | G1 Special                  | |       |
| 4  | Cody              | 1     | 30 settembre 2018 | 96     | 0      | Long Beach      | Fighting Spirit Unleashed   | |       |
| 5  | Juice Robinson    | 2     | 4 gennaio 2019    | 152    | 3      | Tokyo           | Wrestle Kingdom 13          | |       |
| 6  | Jon Moxley        | 1     | 5 giugno 2019     | 130    | 0      | Tokyo           | Best of Super Juniors 26    | |       |
| —  | Vacante           | —     | 13 ottobre 2019   | —      | —      | —               | —                           | Reso vacante dopo che Moxley non poté difendere il titolo per problemi di viaggio causati dal Tifone Hagibis. |       |
| 7  | Lance Archer      | 1     | 14 ottobre 2019   | 82     | 1      | Tokyo           | King of Pro-Wrestling       | Archer sconfisse Juice Robinson in un match per la riassegnazione del titolo.                                 |       |
| 8  | Jon Moxley        | 2     | 4 gennaio 2020    | 564    | 5      | Tokyo           | Wrestle Kingdom 14          | In un Texas Death match.                                                                                      |       |
| 9  | Lance Archer      | 2     | 21 luglio 2021    | 24     | 1      | Garland         | Fyter Fest                  | In un Texas Death match.                                                                                      |       |
| 10 | Hiroshi Tanahashi | 1     | 14 agosto 2021    | 84     | 1      | Los Angeles     | Resurgence                  | |       |
| 11 | Kenta             | 1     | 6 novembre 2021   | 60     | 0      | Osaka           | Power Struggle              | |       |
| 12 | Hiroshi Tanahashi | 2     | 5 gennaio 2022    | 45     | 0      | Tokyo           | Wrestle Kingdom 16          | In un No Disqualification match.                                                                              |       |
| 13 | Sanada            | 1     | 19 febbraio 2022  | 49     | 0      | Sapporo         | New Years Golden Series     | |       |
| —  | Vacante           | —     | 9 aprile 2022     | —      | —      | —               | —                           | Reso vacante a causa di un infortunio di Sanada all'occhio.                                                   |       |
| 14 | Hiroshi Tanahashi | 3     | 1º maggio 2022    | 13     | 0      | Fukuoka         | Wrestling Dontaku 2022      | Tanahashi sconfisse Tomohiro Ishii in un match per la riassegnazione del titolo.                              |       |
| 15 | Juice Robinson    | 3     | 14 maggio 2022    | 28     | 0      | Washington D.C. | Capital Collision           | In un Fatal 4-Way match che comprendeva anche Jon Moxley e Will Ospreay.                                      |       |
| —  | Vacante           | —     | 11 giugno 2022    | —      | —      | —               | —                           | Reso vacante a causa di un infortunio di Robinson.                                                            |       |
| 16 | Will Ospreay      | 1     | 12 giugno 2022    | 206    | 4      | Osaka           | Dominion 6.12 Osaka-jo Hail | Ospreay sconfisse Sanada in un match per la riassegnazione del titolo.                                        |       |
| 17 | Kenny Omega       | 2     | 4 gennaio 2023    | 172    | 1      | Tokyo           | Wrestle Kingdom 17          | |       |
| 18 | Will Ospreay      | 2     | 25 giugno 2023    | 169    | 3      | Toronto         | AEW×NJPW: Forbidden Door    | |       |
| —  | Ritirato          | —     | 11 dicembre 2023  | —      | —      | —               | —                           | Ritirato dopo la creazione dell'IWGP Global Heavyweight Championship.                                         |       |